# Gordana Vlajčić
Gordana Vlajčić je hrvatska rukometašica iz Splita. Igrala je za jugoslavensku reprezentaciju.